# Antioquia
Antioquia (em grego: Αντιόχεια; romaniz.: Antiocheia), do nome próprio Αντίοχος, talvez vindo de αντι (em lugar de, igual a, em comparação de) mais οχειον (garanhão), conhecida também por Antioquia-nos-Orontes, foi uma cidade erguida na margem esquerda do rio Orontes. Atualmente é a moderna Antáquia na Turquia.

## História
Foi fundada nos finais do século IV a.C. por Seleuco I Nicátor, que a tornou a capital do seu império. Seleuco servira como um dos generais de Alexandre III da Macedônia, e o nome Antíoco ocorria frequentemente entre membros da sua família.

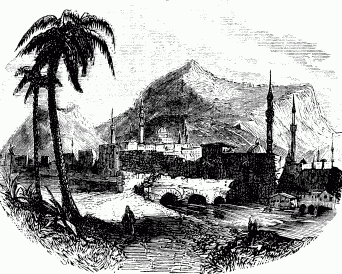
Antioquia no século XIX
Charlotte Mary Yonge

Flávio Josefo descreveu Antioquia como tendo sido a terceira maior cidade do Império Romano e também do mundo, com uma população estimada em mais de meio milhão de habitantes, depois de Roma e Alexandria. Cresceu a ponto de se tornar o principal centro comercial e industrial da província romana da Síria. Era considerada como a porta para o Oriente. Júlio César, Augusto e Tibério utilizavam-na como centro de operações. Era também chamada de "Antioquia, a bela", "rainha do Oriente", devido às riquezas romanas que a embelezavam, desde a estética grega até o luxo oriental.
O culto à deusa Astarte pelas mulheres da cidade de Antioquia chocava os cristãos, de forma que foi abolido por Constantino I. A maioria da população era síria ("gentios"), embora houvesse numerosa colônia judaica. A cultura era tipicamente grego-helenista.
A cidade conservou uma grande opulência e a Igreja continuou a crescer enquanto durou o Império Romano. Em 538, o rei Cosroes I a tomou e destruiu. O imperador Justiniano reconstruiu-a, mas no ano 635, os sarracenos a tomaram, e em 1084 passou para o domínio do Império Seljúcida. Excetuando o período decorrente entre 1068 e 1269, em que foi sede de um reino cristão fundado pelos cruzados, o Principado de Antioquia, tem continuado em poder dos muçulmanos. Hoje, a moderna Antáquia permanece sede de um patriarcado das igrejas católica romana e ortodoxa.

## Contexto bíblico

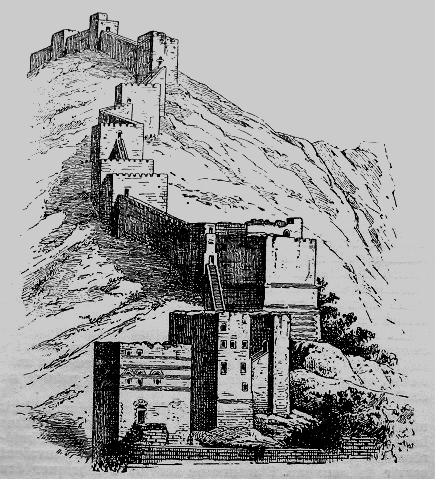
Muralhas de Antioquia no monte Sílpio, durante as Cruzadas

Antioquia ocupa um importante lugar na história do cristianismo. Foi onde Paulo de Tarso pregou o seu primeiro sermão (numa sinagoga), e foi também onde os seguidores de Jesus foram chamados pela primeira vez de cristãos (Atos 11:26).

## Patrimônio arqueológico
Escavações arqueológicas têm descoberto numerosas ruínas do passado, como o circo, um dos maiores templos romanos, a acrópole, numerosos banhos, vilas e cemitérios romanos e belos pisos de mosaico que datam do período apostólico.